# Leyes de dioses y hombres
«Leyes de dioses y hombres» es el sexto episodio de la cuarta temporada de la serie televisiva de HBO Juego de tronos. El episodio fue dirigido por Alik Sajárov y escrito por Bryan Cogman. Fue emitido el 11 de mayo de 2014.
Tyrion Lannister es juzgado por el asesinato del rey Joffrey, mientras Cersei Lannister lo organiza todo para asegurarse de que su hermano salga culpable.

## Argumento

### En Braavos
Stannis Baratheon (Stephen Dillane) y Davos Seaworth (Liam Cunningham) llegan al Banco de Hierro de Braavos con la intención de conseguir un préstamo y así poder contratar mercenarios. Tycho Nestoris (Mark Gatiss), portavoz del Banco, les niega el préstamo debido a las pocas «garantías» de Stannis de devolverlo, aduciendo que Stannis no posee los hombres, flota y fondos suficientes para conseguir el Trono de Hierro. Davos les convence de que Stannis es el mejor comandante de los Siete Reinos, un hombre íntegro y de palabra, y que cuando Lord Tywin muera nadie podrá garantizar la devolución del dinero prestado al Trono de Hierro.

### En Fuerte Terror
Yara Greyjoy (Gemma Whelan) conduce a un grupo de Hombres del Hierro hasta Fuerte Terror, bastión de la Casa Bolton, donde se halla cautivo su hermano Theon (Alfie Allen). Yara se infiltra en la fortaleza y localiza a su hermano, pero éste se comporta como un animal y no quiere marcharse con ellos. En ese momento aparece Ramsay Nieve (Iwan Rheon) con sus hombres y se desata una pelea entre ambos bandos. Para evitar perder más hombres, Yara se marcha sin su hermano, afirmando que «está muerto».
Tras la huida de Yara, Ramsay convoca a Hediondo para encargarle una misión que requerirá que adopte el nombre de «Theon Greyjoy».

### En Meereen
Un hombre acude ante la presencia de Daenerys Targaryen (Emilia Clarke) para reclamar que uno de sus dragones mató a su rebaño. El siguiente que acude a su presencia es el noble Hizdahr zo Loraq (Joel Fry), cuyo padre fue crucificado por Daenerys pese a que no tomó parte en la crucifixión de los esclavos.

### En Desembarco del Rey
El Consejo Privado se reúne con la novedad de la presencia del príncipe Oberyn Martell (Pedro Pascal). Varys (Conleth Hill) informa de la matanza que el Perro ocasionó contra varios soldados de la Corona y de los últimos movimientos de Daenerys Targaryen en Meereen.
Finalmente se celebra el juicio contra Tyrion Lannister (Peter Dinklage), presidido por el propio Lord Tywin (Charles Dance). La reina Cersei (Lena Headey) llama a varios testigos para declarar contra Tyrion, entre ellos están: el Guardia Real Ser Meryn Trant (Ian Beattie), el Gran Maestre Pycelle (Julian Glover) o el propio Varys. El juicio es realmente una farsa judicial, ya que Cersei ha manipulado las pruebas y a los testigos en su favor.
Jaime se reúne con su padre para que anule el juicio, pero Lord Tywin se niega, afirmando que no podría dejar libre al hombre que mató al rey. Sin embargo, Jaime propone que si deja vivir a Tyrion, él abandonará la Guardia Real para asumir su lugar como heredero de Roca Casterly; Tywin acepta.
El juicio se reanuda, pero esta vez Cersei convoca a un testigo que Tyrion no esperaba: Shae (Sibel Kekilli). Shae declara que Tyrion y Sansa planearon el asesinato del rey juntos, además de revelar que fue la amante de Tyrion durante largo tiempo. Incapaz de soportar la declaración de Shae, Tyrion exige un juicio por combate.

## Producción
El capítulo se basó casi exclusivamente en contenido original, exceptuando el juicio al personaje de Tyrion Lannister, que se basó en los capítulos 66 y 70 de Tormenta de espadas.

## Recepción
El episodio fue visto por aproximadamente 6.4 millones de personas durante su primera emisión.
El episodio recibió críticas unánimemente positivas, sobre todo la interpretación de Peter Dinklage en la escena del juicio. Recibió una calificación del 95% sobre 38 comentarios de Rotten Tomatoes con un promedio de 9/10. Matt Fowler de IGN calificó la escena final como "una de las mejores cosas que he visto hacer a Tyrion en mucho tiempo. Dejó que una vida de odio lo inundara como nunca antes".
Por su papel en el episodio, Peter Dinklage fue nominado al Emmy de mejor actor de reparto en serie dramática.